# Setodes abhrayita
Setodes abhrayita är en nattsländeart som beskrevs av Schmid 1987. Setodes abhrayita ingår i släktet Setodes och familjen långhornssländor. Inga underarter finns listade i Catalogue of Life.